# Coupe du monde de football juniors 1977
Navigation
Japon 1979
La Coupe du monde de football juniors 1977 est la toute première édition de la coupe du monde des moins de 20 ans. Elle est organisée par la Tunisie du 27 juin au 10 juillet 1977. Seize équipes des différentes confédérations prennent part à la compétition, qualifiées par le biais des championnats organisés au niveau continental.
C'est l'équipe d'Union soviétique qui devient la première à inscrire son nom au palmarès, en remportant la séance de tirs au but 9 à 8 à l'issue de la finale contre le Mexique (2-2 après prolongation). Deux équipes sud-américaines complètent le dernier carré : le Brésil, qui termine troisième avec dans ses rangs le meilleur buteur de la compétition, Guina, et l'Uruguay. Les matchs du dernier carré ont été très indécis puisque les tirs au but ont été nécessaires pour départager les équipes lors des deux demi-finales et de la finale.

## Pays qualifiés
| Confédération              | Tournoi qualificatif                                                                     | Qualifié(s)                                             |
| -------------------------- | ---------------------------------------------------------------------------------------- | ------------------------------------------------------- |
| AFC (Asie)                 | Championnat d'Asie de football des moins de 19 ans 1977                                  | Irak Iran                                               |
| CAF (Afrique)              | Tournoi qualificatif                                                                     | Maroc Côte d'Ivoire                                     |
| CONCACAF                   | Championnat d'Amérique du Nord, centrale et Caraïbe de football des moins de 20 ans 1976 | Mexique Honduras                                        |
| CONMEBOL (Amérique du Sud) | Championnat de la CONMEBOL de football des moins de 20 ans 1977                          | Uruguay Brésil Paraguay                                 |
| UEFA (Europe)              | Championnat d'Europe de football des moins de 19 ans 1976                                | Union soviétique Hongrie Espagne France Italie Autriche |
| CAF                        | Qualifié d'office en tant que pays hôte                                                  | Tunisie                                                 |

## Villes et stades
| Ville  | Stade                | Capacité |
| ------ | -------------------- | -------- |
| Tunis  | Stade d'El Menzah    | 45 000   |
| Tunis  | Stade Chedly-Zouiten | 20 000   |
| Sousse | Stade olympique      | 20 000   |
| Sfax   | Stade Taïeb-Mehiri   | 22 000   |

## Premier tour
Les quatre groupes de quatre du premier tour font office de quarts de finale : les premiers (uniquement) de chaque poule sont qualifiés pour les demi-finales.

### Groupe A
| Classement final : |         |     |   |   |   |   |    |    |      |
|                    | Équipe  | Pts | J | G | N | P | BP | BC | Diff |
| 1                  | Mexique | 4   | 3 | 1 | 2 | 0 | 8  | 2  | +6   |
| 2                  | Espagne | 3   | 3 | 1 | 1 | 1 | 3  | 3  | 0    |
| 3                  | France  | 3   | 3 | 1 | 1 | 1 | 3  | 3  | 0    |
| 4                  | Tunisie | 2   | 3 | 1 | 0 | 2 | 1  | 7  | -6   |

| 27 juin   | Espagne | 2 | 1 | France  |
|           | Mexique | 6 | 0 | Tunisie |
| 30 juin   | Mexique | 1 | 1 | Espagne |
|           | France  | 1 | 0 | Tunisie |
| 3 juillet | Mexique | 1 | 1 | France  |
|           | Espagne | 0 | 1 | Tunisie |

1re journée
| 27 juin 1977 | Espagne                 | 2 - 1 | France         | Stade olympique d'El Menzah, Tunis |                        |
| 12:00        | Escobar 29e · Casas 60e |       | Bacconnier 75e | Arbitrage : Orhan Cebe             | Arbitrage : Orhan Cebe |
| 12:00        | Rapport                 |       |                | Arbitrage : Orhan Cebe             | Arbitrage : Orhan Cebe |

| 27 juin 1977 | Mexique                                             | 6 - 0 | Tunisie | Stade olympique d'El Menzah, Tunis |                          |
| 16:00        | Manzo 46e 47e · Placencia 48e 69e 72e · Garduno 56e |       |         | Arbitrage : Farouk Bouzo           | Arbitrage : Farouk Bouzo |
| 16:00        | Rapport                                             |       |         | Arbitrage : Farouk Bouzo           | Arbitrage : Farouk Bouzo |

2e journée
| 30 juin 1977 | Mexique       | 1 - 1 | Espagne     | Stade olympique d'El Menzah, Tunis |                          |
| 12:00        | Rodríguez 73e |       | Escobar 46e | Arbitrage : Franz Wöhrer           | Arbitrage : Franz Wöhrer |
| 12:00        | Rapport       |       |             | Arbitrage : Franz Wöhrer           | Arbitrage : Franz Wöhrer |

| 30 juin 1977 | France    | 1 - 0 | Tunisie | Stade olympique d'El Menzah, Tunis   |                                      |
| 16:00        | Meyer 20e |       |         | Arbitrage : Arturo Andrés Ithurralde | Arbitrage : Arturo Andrés Ithurralde |
| 16:00        | Rapport   |       |         | Arbitrage : Arturo Andrés Ithurralde | Arbitrage : Arturo Andrés Ithurralde |

3e journée
| 3 juillet 1977 | Mexique   | 1 - 1 | France   | Stade olympique d'El Menzah, Tunis |                                 |
| 12:00          | Moses 70e |       | Wiss 64e | Arbitrage : Gianfranco Menegali    | Arbitrage : Gianfranco Menegali |
| 12:00          | Rapport   |       |          | Arbitrage : Gianfranco Menegali    | Arbitrage : Gianfranco Menegali |

| 3 juillet 1977 | Espagne | 0 - 1 | Tunisie         | Stade olympique d'El Menzah, Tunis |                             |
| 16:00          |         |       | Ben Fattoum 52e | Arbitrage : Eldar Azim Zade        | Arbitrage : Eldar Azim Zade |
| 16:00          | Rapport |       |                 | Arbitrage : Eldar Azim Zade        | Arbitrage : Eldar Azim Zade |

### Groupe B
| Classement final : |          |     |   |   |   |   |    |    |      |
|                    | Équipe   | Pts | J | G | N | P | BP | BC | Diff |
| 1                  | Uruguay  | 6   | 3 | 3 | 0 | 0 | 6  | 1  | +5   |
| 2                  | Honduras | 4   | 3 | 2 | 0 | 1 | 3  | 1  | +2   |
| 3                  | Hongrie  | 2   | 3 | 1 | 0 | 2 | 3  | 4  | -1   |
| 4                  | Maroc    | 0   | 3 | 0 | 0 | 3 | 0  | 6  | -6   |

| 28 juin     | Honduras | 1 | 0 | Maroc    |
|             | Uruguay  | 2 | 1 | Hongrie  |
| 1er juillet | Uruguay  | 1 | 0 | Honduras |
|             | Hongrie  | 2 | 0 | Maroc    |
| 4 juillet   | Honduras | 2 | 0 | Hongrie  |
|             | Uruguay  | 3 | 0 | Maroc    |

1re journée
| 28 juin 1977 | Honduras    | 1 - 0 | Maroc | Stade Chedly-Zouiten, Tunis |                           |
| 12:00        | Norales 46e |       |       | Arbitrage : Gérard Racine   | Arbitrage : Gérard Racine |
| 12:00        | Rapport     |       |       | Arbitrage : Gérard Racine   | Arbitrage : Gérard Racine |

| 28 juin 1977 | Uruguay                     | 2 - 1 | Hongrie   | Stade Chedly-Zouiten, Tunis     |                                 |
| 16:00        | Diogo 15e · Bica 25e (pen.) |       | Péter 17e | Arbitrage : Gianfranco Menegali | Arbitrage : Gianfranco Menegali |
| 16:00        | Rapport                     |       |           | Arbitrage : Gianfranco Menegali | Arbitrage : Gianfranco Menegali |

2e journée
| 1er juillet 1977 | Uruguay   | 1 - 0 | Honduras | Stade Chedly-Zouiten, Tunis |                            |
| 12:00            | Nadal 29e |       |          | Arbitrage : Birame N'Diaye  | Arbitrage : Birame N'Diaye |
| 12:00            | Rapport   |       |          | Arbitrage : Birame N'Diaye  | Arbitrage : Birame N'Diaye |

| 1er juillet 1977 | Hongrie                | 2 - 0 | Maroc | Stade Chedly-Zouiten, Tunis      |                                  |
| 16:00            | Kerekes 26e · Nagy 56e |       |       | Arbitrage : Arnaldo Cézar Coelho | Arbitrage : Arnaldo Cézar Coelho |
| 16:00            | Rapport                |       |       | Arbitrage : Arnaldo Cézar Coelho | Arbitrage : Arnaldo Cézar Coelho |

3e journée
| 4 juillet 1977 | Honduras                 | 2 - 0 | Hongrie | Stade Chedly-Zouiten, Tunis |                             |
| 12:00          | Yearwood 7e · Duarte 30e |       |         | Arbitrage : Sahar El Hawary | Arbitrage : Sahar El Hawary |
| 12:00          | Rapport                  |       |         | Arbitrage : Sahar El Hawary | Arbitrage : Sahar El Hawary |

| 4 juillet 1977 | Uruguay                             | 3 - 0 | Maroc | Stade Chedly-Zouiten, Tunis |                          |
| 16:00          | Nadal 36e · Enrique 44e · Ramos 51e |       |       | Arbitrage : Farouk Bouzo    | Arbitrage : Farouk Bouzo |
| 16:00          | Rapport                             |       |       | Arbitrage : Farouk Bouzo    | Arbitrage : Farouk Bouzo |

### Groupe C
| Classement final : |               |     |   |   |   |   |    |    |      |
|                    | Équipe        | Pts | J | G | N | P | BP | BC | Diff |
| 1                  | Brésil        | 5   | 3 | 2 | 1 | 0 | 8  | 2  | +6   |
| 2                  | Iran          | 3   | 3 | 1 | 1 | 1 | 4  | 5  | -1   |
| 3                  | Italie        | 2   | 3 | 0 | 2 | 1 | 1  | 3  | -2   |
| 4                  | Côte d'Ivoire | 2   | 3 | 0 | 2 | 1 | 2  | 5  | -3   |

| 27 juin   | Italie | 1 | 1 | Côte d'Ivoire |
|           | Brésil | 5 | 1 | Iran          |
| 30 juin   | Iran   | 0 | 0 | Italie        |
|           | Brésil | 1 | 1 | Côte d'Ivoire |
| 3 juillet | Iran   | 3 | 0 | Côte d'Ivoire |
|           | Brésil | 2 | 0 | Italie        |

1re journée
| 27 juin 1977 | Italie      | 1 - 1 | Côte d'Ivoire | Stade olympique, Sousse          |                                  |
| 12:00        | Capuzzo 11e |       | Kouassi 77e   | Arbitrage : Emmanuel Platopoulos | Arbitrage : Emmanuel Platopoulos |
| 12:00        | Rapport     |       |               | Arbitrage : Emmanuel Platopoulos | Arbitrage : Emmanuel Platopoulos |

| 27 juin 1977 | Brésil                                                      | 5 - 1 | Iran       | Stade olympique, Sousse    |                            |
| 16:00        | Guina 22e 29e 39e · Paulo Roberto 37e · Júnior Brasília 52e |       | Rajabi 55e | Arbitrage : Michel Vautrot | Arbitrage : Michel Vautrot |
| 16:00        | Rapport                                                     |       |            | Arbitrage : Michel Vautrot | Arbitrage : Michel Vautrot |

2e journée
| 30 juin 1977 | Iran    | 0 - 0 | Italie | Stade olympique, Sousse  |                          |
| 12:00        |         |       |        | Arbitrage : Lajos Somlai | Arbitrage : Lajos Somlai |
| 12:00        | Rapport |       |        | Arbitrage : Lajos Somlai | Arbitrage : Lajos Somlai |

| 30 juin 1977 | Brésil            | 1 - 1 | Côte d'Ivoire | Stade olympique, Sousse   |                           |
| 16:00        | Cléber[Qui ?] 89e |       | Ya Semon 46e  | Arbitrage : Mohamed Kadri | Arbitrage : Mohamed Kadri |
| 16:00        | Rapport           |       |               | Arbitrage : Mohamed Kadri | Arbitrage : Mohamed Kadri |

3e journée
| 3 juillet 1977 | Iran                          | 3 - 0 | Côte d'Ivoire | Stade olympique, Sousse       |                               |
| 12:00          | Asheri 31e 87e · Barzegar 80e |       |               | Arbitrage : Salem Mahmud Adal | Arbitrage : Salem Mahmud Adal |
| 12:00          | Rapport                       |       |               | Arbitrage : Salem Mahmud Adal | Arbitrage : Salem Mahmud Adal |

| 3 juillet 1977 | Brésil                   | 2 - 0 | Italie | Stade olympique, Sousse      |                              |
| 16:00          | Guina 11e · Paulinho 48e |       |        | Arbitrage : Dušan Maksimović | Arbitrage : Dušan Maksimović |
| 16:00          | Rapport                  |       |        | Arbitrage : Dušan Maksimović | Arbitrage : Dušan Maksimović |

### Groupe D
| Classement final : |                  |     |   |   |   |   |    |    |      |
|                    | Équipe           | Pts | J | G | N | P | BP | BC | Diff |
| 1                  | Union soviétique | 5   | 3 | 2 | 1 | 0 | 5  | 2  | +3   |
| 2                  | Paraguay         | 4   | 3 | 2 | 0 | 1 | 6  | 2  | +4   |
| 3                  | Irak             | 2   | 3 | 1 | 0 | 2 | 6  | 8  | -2   |
| 4                  | Autriche         | 1   | 3 | 0 | 1 | 2 | 1  | 6  | -5   |

| 28 juin     | Union soviétique | 3 | 1 | Irak     |
|             | Paraguay         | 1 | 0 | Autriche |
| 1er juillet | Irak             | 5 | 1 | Autriche |
|             | Union soviétique | 2 | 1 | Paraguay |
| 4 juillet   | Paraguay         | 4 | 0 | Irak     |
|             | Union soviétique | 0 | 0 | Autriche |

1re journée
| 28 juin 1977 | Union soviétique           | 3 - 1 | Irak        | Stade Taïeb-Mehiri, Sfax          |                                   |
| 12:00        | Petrakov 19e 23e · Bal 39e |       | Munshid 77e | Arbitrage : Ángel Franco Martínez | Arbitrage : Ángel Franco Martínez |
| 12:00        | Rapport                    |       |             | Arbitrage : Ángel Franco Martínez | Arbitrage : Ángel Franco Martínez |

| 28 juin 1977 | Paraguay  | 1 - 0 | Autriche | Stade Taïeb-Mehiri, Sfax    |                             |
| 16:00        | Morel 62e |       |          | Arbitrage : Zoubir Benganif | Arbitrage : Zoubir Benganif |
| 16:00        | Rapport   |       |          | Arbitrage : Zoubir Benganif | Arbitrage : Zoubir Benganif |

2e journée
| 1er juillet 1977 | Irak                                 | 5 - 1 | Autriche  | Stade Taïeb-Mehiri, Sfax       |                                |
| 12:00            | Munshid 30e · Hussain 34 · Hammadi ? |       | Weiss 28e | Arbitrage : Tesfaye Gebreyesus | Arbitrage : Tesfaye Gebreyesus |
| 12:00            | Rapport                              |       |           | Arbitrage : Tesfaye Gebreyesus | Arbitrage : Tesfaye Gebreyesus |

| 1er juillet 1977 | Union soviétique                 | 2 - 1 | Paraguay      | Stade Taïeb-Mehiri, Sfax   |                            |
| 16:00            | Khidyatulline 29e · Bezsonov 59e |       | Battaglia 38e | Arbitrage : Michel Vautrot | Arbitrage : Michel Vautrot |
| 16:00            | Rapport                          |       |               | Arbitrage : Michel Vautrot | Arbitrage : Michel Vautrot |

3e journée
| 4 juillet 1977 | Paraguay                                     | 4 - 0 | Irak | Stade Taïeb-Mehiri, Sfax          |                                   |
| 12:00          | Salmaniego 26e · López 30e 68e · Giménez 67e |       |      | Arbitrage : Ángel Franco Martínez | Arbitrage : Ángel Franco Martínez |
| 12:00          | Rapport                                      |       |      | Arbitrage : Ángel Franco Martínez | Arbitrage : Ángel Franco Martínez |

| 4 juillet 1977 | Union soviétique | 0 - 0 | Autriche | Stade Taïeb-Mehiri, Sfax    |                             |
| 16:00          |                  |       |          | Arbitrage : Mohamed Larache | Arbitrage : Mohamed Larache |
| 16:00          | Rapport          |       |          | Arbitrage : Mohamed Larache | Arbitrage : Mohamed Larache |

## Dernier carré
|  | Demi-finales      | Demi-finales      |                        |         | Finale             | Finale             |
|  | Demi-finales      | Demi-finales      |                        |         | Finale             | Finale             |
|  |                   |                   |                        |         |                    |                    |
|  | 6 juillet - Tunis | 6 juillet - Tunis |                        |         | 10 juillet - Tunis | 10 juillet - Tunis |
|  | 6 juillet - Tunis | 6 juillet - Tunis |                        |         | 10 juillet - Tunis | 10 juillet - Tunis |
|  | Mexique           | 1ap (5)           |                        |         | 10 juillet - Tunis | 10 juillet - Tunis |
|  | Mexique           | 1ap (5)           |                        |         | 10 juillet - Tunis | 10 juillet - Tunis |
|  | Brésil            | 1 tab(3)          |                        |         | 10 juillet - Tunis | 10 juillet - Tunis |
|  | Brésil            | 1 tab(3)          | Mexique                | 2ap (8) |                    |                    |
|  | 7 juillet - Tunis |                   | Mexique                | 2ap (8) |                    |                    |
|  |                   | Union soviétique  | 2 tab(9)               |         |                    |                    |
|  | Uruguay           | Union soviétique  | 2 tab(9)               | 0ap (3) |                    |                    |
|  | Uruguay           |                   |                        | 0ap (3) |                    |                    |
|  | Union soviétique  | 0 tab(4)          |                        |         |                    |                    |
|  | Union soviétique  | 0 tab(4)          | Match pour la 3e place |         |                    |                    |
|  |                   |                   |                        |         |                    |                    |
|  | 9 juillet - Tunis |                   |                        |         |                    |                    |
|  |                   |                   |                        |         |                    |                    |
|  | Brésil            | 4                 |                        |         |                    |                    |
|  | Brésil            | 4                 |                        |         |                    |                    |
|  | Uruguay           | 0                 |                        |         |                    |                    |
|  | Uruguay           | 0                 |                        |         |                    |                    |

### Demi-finales
| 6 juillet 1977 | Mexique         | 1 - 1 ap | Brésil         | Stade olympique d'El Menzah, Tunis |                                   |
| 12:00          | Rergis 53e      |          | Jorge Luíz 59e | Arbitrage : Ángel Franco Martínez  | Arbitrage : Ángel Franco Martínez |
| 12:00          | Rapport         |          |                | Arbitrage : Ángel Franco Martínez  | Arbitrage : Ángel Franco Martínez |
| 12:00          | Tirs au but 5-3 |          |                | Arbitrage : Ángel Franco Martínez  | Arbitrage : Ángel Franco Martínez |

| 7 juillet 1977 | Uruguay         | 0 - 0 a. p. | Union soviétique | Stade olympique d'El Menzah, Tunis |                                 |
| 12:00          |                 |             |                  | Arbitrage : Gianfranco Menegali    | Arbitrage : Gianfranco Menegali |
| 12:00          | Rapport         |             |                  | Arbitrage : Gianfranco Menegali    | Arbitrage : Gianfranco Menegali |
| 12:00          | Tirs au but 3-4 |             |                  | Arbitrage : Gianfranco Menegali    | Arbitrage : Gianfranco Menegali |

### Match pour la3eplace
| 9 juillet 1977 | Brésil                                                                 | 4 - 0 | Uruguay | Stade olympique d'El Menzah, Tunis |                          |
| 12:00          | Cléber[Qui ?] 13e · Paulo Roberto 30e · Paulinho 53e · Tiao[Qui ?] 69e |       |         | Arbitrage : Farouk Bouzo           | Arbitrage : Farouk Bouzo |
| 12:00          | Rapport                                                                |       |         | Arbitrage : Farouk Bouzo           | Arbitrage : Farouk Bouzo |

### Finale
| 10 juillet 1977 | Mexique                 | 2 - 2 a. p. | Union soviétique | Stade olympique d'El Menzah, Tunis              |                                                 |
| 18:30           | Garduno 50e · Manzo 59e |             | Bezsonov 52e 88e | Spectateurs : 22 000 Arbitrage : Michel Vautrot | Spectateurs : 22 000 Arbitrage : Michel Vautrot |
| 18:30           | Rapport                 |             |                  | Spectateurs : 22 000 Arbitrage : Michel Vautrot | Spectateurs : 22 000 Arbitrage : Michel Vautrot |
| 18:30           | Tirs au but 8-9         |             |                  | Spectateurs : 22 000 Arbitrage : Michel Vautrot | Spectateurs : 22 000 Arbitrage : Michel Vautrot |

| Coupe du monde de football des moins de 20 ans 1977 Union soviétique Premier titre |

## Récompenses
| Ballon d'or        | Ballon d'argent  | Ballon de bronze  |
| ------------------ | ---------------- | ----------------- |
| Volodymyr Bezsonov | Junior Brasilia  | Cléber[Qui ?]     |
| Soulier d'or       | Soulier d'argent | Soulier de bronze |
| Guina              | Hussein Saeed    | Luis Placencia    |
| 4 buts             | 3 buts           | 3 buts            |
| Prix du Fair-play  |                  |                   |
| Brésil             |                  |                   |